# Albgau (Südschwarzwald)

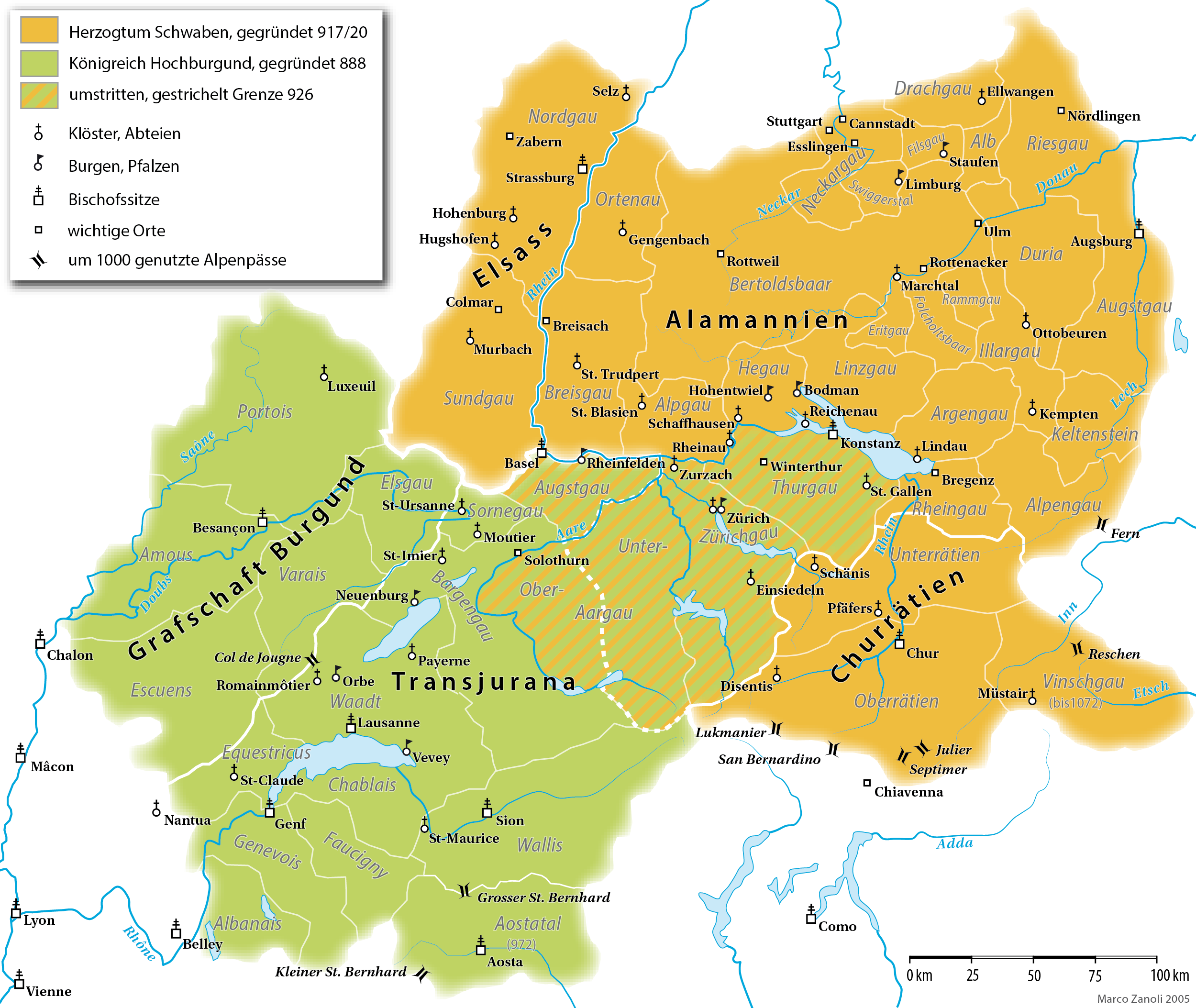
Der Alpgau im südlichen Schwarzwald (Eintrag bei den Klöstern Schaffhausen/St. Blasien/Rheinau im Verbund des 917/20 gegründeten Herzogtums Schwaben)

Der Albgau (auch Alpgau) war eine Grafschaft im Herzogtum Schwaben. Der von 781 bis 1112 in den Quellen belegte Pagus A. (Alpagauia) entsprach dem offenen Land zwischen Wutach, Schwarzwald, Hochrhein und Baar, und war wohl nach dem dort fließenden Flüsschen Alb benannt. In älteren Urkunden wird dieser auch als Alpagauia, Alpegauia, Alpagowe, Alpegowe, Alpegewe, Alpegoue, Alpengovve, Alpigouve oder auch Alpigauge bezeichnet.

## Geographie

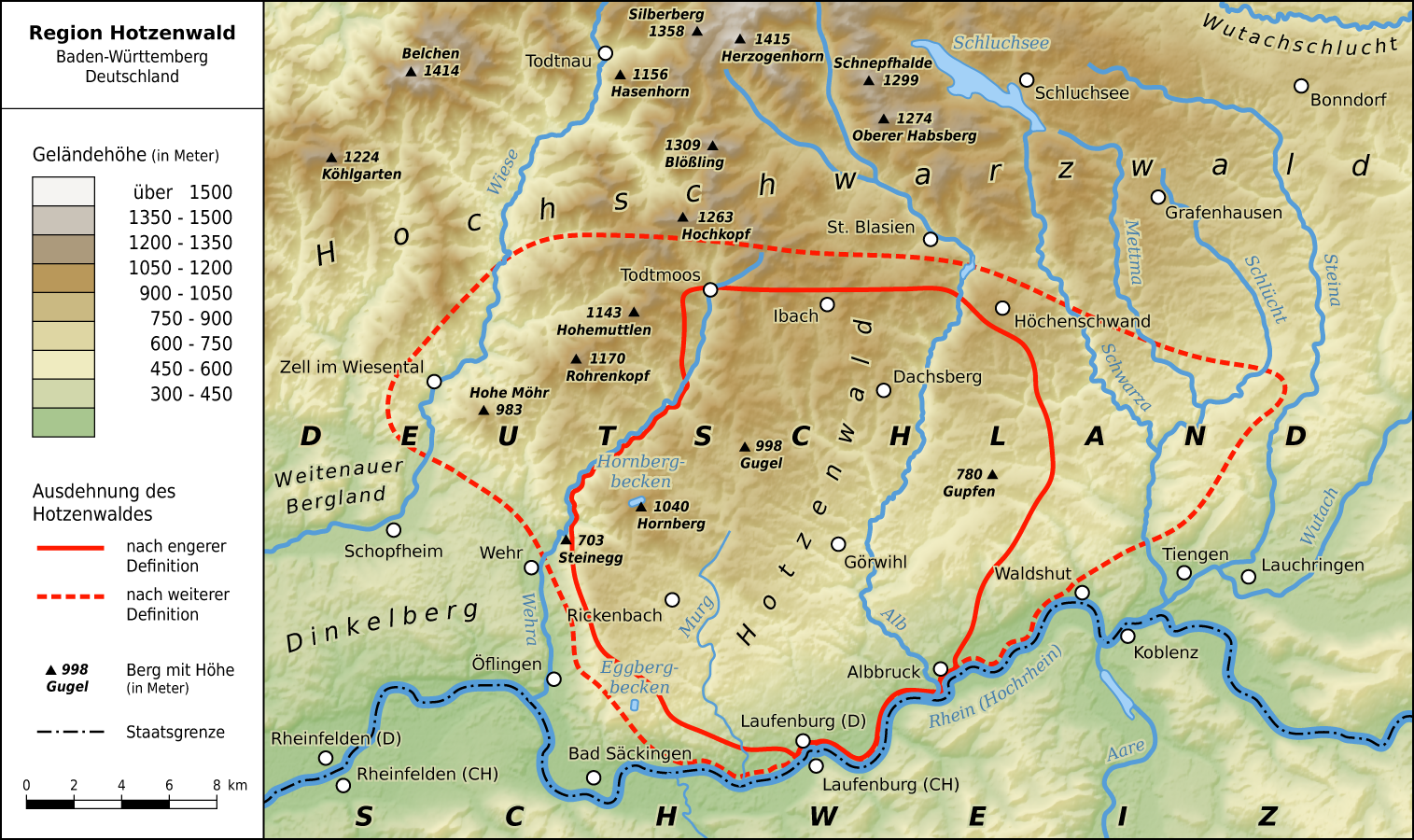
Die bis heute erhaltene Region Hotzenwald im ehemaligen oberen Alpgau

### Grenzentwicklung
„Bei der in karolingischer Zeit erfolgten Gaueinteilung wurden Grenzen gezogen, die heute noch Gültigkeit haben. So deckt sich das Gebiet des Landkreises Waldshut weitgehend mit dem des einstigen Alpgaues zwischen der Wehra und Wutach. Angefügt ist lediglich das nach der Teilung des Klettgaus 1656 deutsch gebliebene Gebiet. Nach dem Zerfall des Alpgaus in einen oberen und unteren Alpgau – mit der Trennlinie Schlücht–Schwarza – kam der untere, also westliche Teil, an das Haus Habsburg-Österreich. Im östlichen Teil entstand die Landgrafschaft Stühlingen, aus welcher durch Abtrennen der Westhälfte die ebenfalls reichsunmittelbar gebliebene Grafschaft Bonndorf hervorging. Dieses Land zerstückelte sich weiter in mehrere von Dynasten oder Ministerialen erworbene Herrschaften [… die] letztlich alle zum Besitzstand des Klosters St. Blasien gehörten.“

### Beschreibung um 1000
Um das Jahr 1000 verliefen die Grenzen des Albgaus ungefähr so: Die südliche Grenze folgte der natürlichen Begrenzung des Rheins von Hauenstein bis Neuhausen am Rheinfall. Von Neuhausen dem Mühletal der Durach folgend bis etwa Bargen, von dort nach Westen bis vermutlich Grimmelshofen. Von dort dem Verlauf der Wutach folgend Richtung Lenzkirch, dann nach Süden Richtung Schluchsee, von dort Richtung Feldberg, von dort aus nach Süden Richtung Bernau, vorbei an Ibach und Görwihl wieder nach Hauenstein. Die angegebenen Punkte dienen lediglich der Orientierung, da die Grenzen querfeldein verliefen und wohl kaum unseren heutigen Straßenverlauf entsprachen. Lediglich im Süden, von Hauenstein dem Rhein folgend bis Neuhausen, dürfte der Grenzverlauf in etwa stimmen.
An den Albgau schlossen im Westen der Breisgau, im Süden der Frickgau, das heutige Fricktal sowie Aargau und Thurgau, im Osten der Hegau und im Norden die Berchtoldsbaar an.

## Geschichte des Albgaus

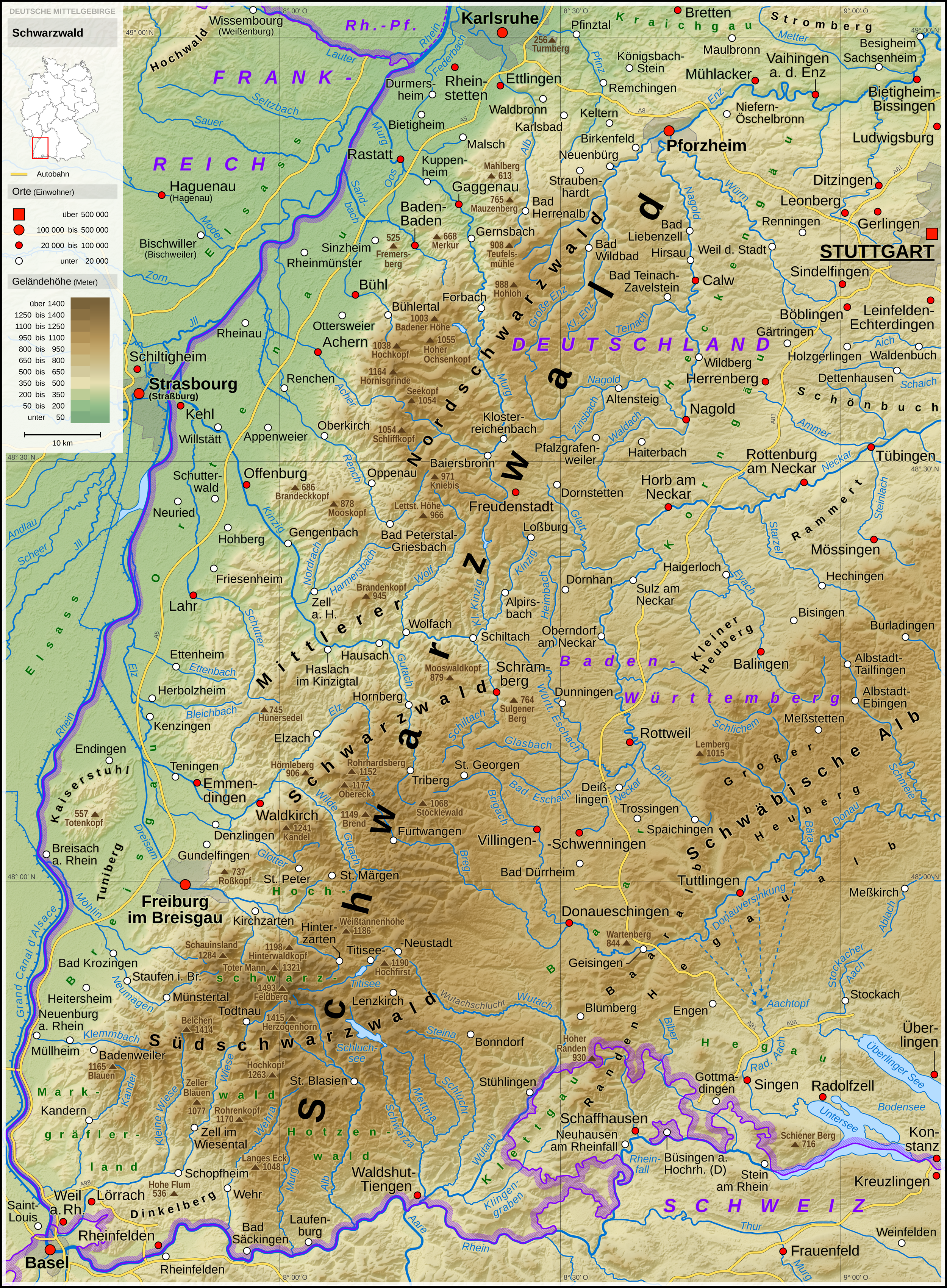
Topografische Karte des Schwarzwalds

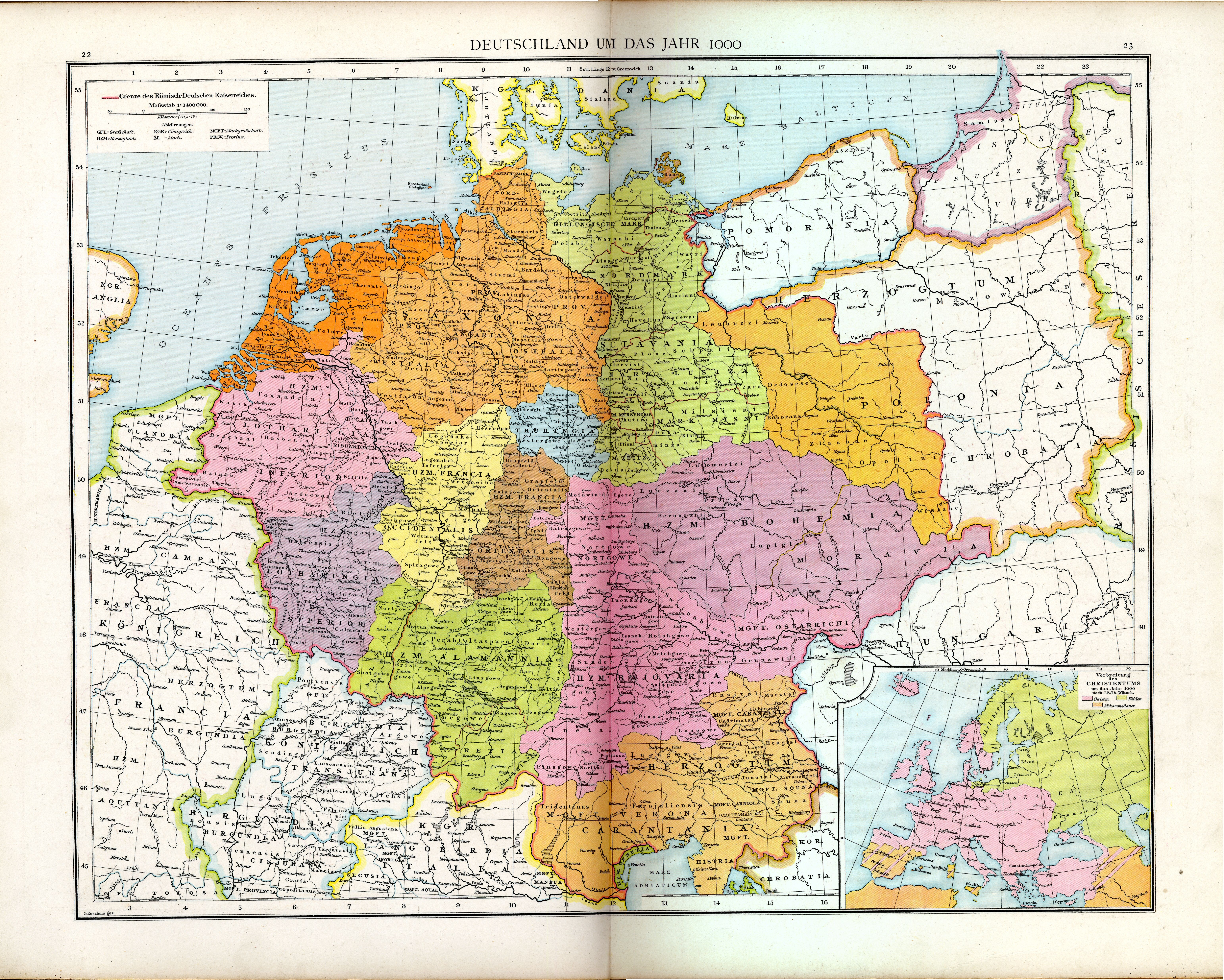
Gaue um das Jahr 1000 (Grün markiert - Albgau)

Das Gebiet des Albgaus, das anfänglich zum Klettgau gehörte, jedoch bereits vor 781 als separater Albgau (Alpegauia) abgespalten wurde, war vermutlich der westlichste Gau des Alamannenstammes der Lenzer (Lentienser). Zu ihrem Stammesgebiet gehörten neben dem Linzgau angeblich auch der Klettgau (inklusive Albgau) und Hegau. Die Rheingrenze des lenzischen Gebietes zog sich vom Ausfluss des Rheins bei Eschenz hinunter bis Hauenstein. Zur Zeit des römischen Geschichtsschreibers Ammianus Marcellinus, war Priari König der Lentienser.
Der Albgau wird 781 erstmals in einer Urkunde über das Dorf Weizen genannt In Alpagauia in villa Wizia. Actum in villa Wizia. Über die Schenkungsurkunde (Lorscher Urk. Nr. 3627) eines Walthari in Lutinga in pago Alpengowe, der darin seinen Besitz (Luttingen) dem Kloster Lorsch vermachte, gibt es über das Ausstellungsjahr unterschiedliche Auffassungen. Zum einen wird sie in das Jahr 792 datiert zum anderen in das Jahr 777.
Sitz oder mallus publicus des Gaus war in Gurtweil. Dort, am linken Ufer der Schlücht, befand sich die alte Gerichts- oder Malstätte des Albgaues. Einige Quellen nennen als Gaugrafen Karl den Dicken, zu Zeiten, als er noch nicht König war, im Jahre 874. Dies ist jedoch wissenschaftlich nicht erwiesen. Dazu kommt, dass in den Jahren 873 und 875 Graf Adalbert der Erlauchte als Gaugraf genannt wird, der im Jahre 873 seinen Besitz in Gurtweil dem Kloster Rheinau überließ, wofür er im Gegenzug den Ort Gavi in pago Tartonese auf Lebzeit erhielt. Es ist jedoch möglich, dass Karl der Dicke einen comites pagorum also einen ihm unterstellten Grafen im Albgau eingesetzt hat. Urkundlich tritt im Jahr 885 ein Reccho als Gaugraf im Albgau auf, der in einer öffentlichen Verhandlung in Gurtweil bei einem Gütertausch mit dem Kloster St. Gallen auftritt. Fünf Jahre danach, am 21. März 890, ist als Gaugraf Chadaloh in Gurtweil bezeugt.
Der Albgau war eng mit anderen Gauen in der Nachbarschaft verbunden. So waren etwa die Albgaugrafen Ulrich (780–804) auch Graf im Thurgau, Adalbert II. auch Graf im Thurgau und im Hegau, Chadaloh II. 891 auch Graf im Aargau, und Liutho 929 im Zürichgau. Der erste bekannte Landgraf, der den Gaugrafen im Albgau folgte, war Rudolf von Lenzburg Mitte des 11. Jahrhunderts. Gemäß Fickler ging während der Kämpfe gegen Heinrich IV im Jahre 1047 der Albgau, der bis anhin unter der Herrschaft der Grafen von Lenzburg stand, an die Grafen von Stühlingen-Küssachberg über. Da die Grafen von Lenzburg auch noch nach 1047 urkundlich im (Unteren-)Albgau in Erscheinung treten, muss dies der Grund und der Zeitpunkt für die Teilung des Albgaus gewesen sein. Denn danach erscheint ein Oberer Albgau (Landgrafschaft Stühlingen) und ein Unterer Albgau (Grafschaft Hauenstein). Cramer interpretiert dies so, dass es sich bei diesen beiden Teilen je um eine Huntare des Großgaues Klettgau handelt. Dafür spräche ebenfalls die bis ins 19. Jahrhundert erhalten gebliebene Selbstverwaltung der Grafschaft Hauenstein.
Die Familie des deutschen Gegenkönigs Herzog Rudolf von Rheinfelden hatte durch dessen Mutter, eine Tochter des Grafen von Öhningen, Besitzungen im Albgau, die 1079 durch Heirat von Agnes von Rheinfelden, der Tochter Rudolfs, an Berthold II. von Zähringen gelangten. Ob der 1112 genannte Albgaugraf Berthold mit ihm übereinstimmt ist nicht eindeutig geklärt. Über die Grafen von Öhningen kam durch Heirat auch das Haus der Grafen von Diessen zu Besitzungen im Albgau.

## Liste urkundlicher Erwähnungen
| Jahr      | Ortschaft(en)                                                       | Heutiger Name der Ortschaft(en)                          | Textausschnitt der Urkunde | Quelle |
| --------- | ------------------------------------------------------------------- | -------------------------------------------------------- | --- | --- |
| 781       | Wizia                                                               | Weizen                                                   | In Alpagauia in villa Wizia. Actum in villa Wizia | Neugart, Episcopatus Constantiensis Alemannicus; Urkundenbuch der Abtei Sanct Gallen, Bd. 1, s. 89 – 90, Urk. Nr. 94                     |
| 788 (792) | Luntinga                                                            | Luttingen                                                | In pago Alpengowe in villa Lutinga | Kloster Lorsch, Urk. 3627 |
| 800       | Bonndorf                                                            | Bonndorf im Schwarzwald                                  | Unnid überträgt im Kloster St. Gallen einen Hörigen mit seiner Hufe zu Bonndorf an St. Gallen | Wartmann. U.-B. 1, 151. – Bonndorf, B-A. Stadt                                                                                           |
| 814       | Birchinga, Biridorf                                                 | Birkingen und Birndorf                                   | In pago Alpagauia in villa qui dicitur Birchinga. Actum in villa Biridorf | Kloster St. Gallen Urk. Nr. 213 |
| 844       | Tezzilnheim                                                         | Detzeln                                                  | In pago Alpegouve in villa quae dicitur Tezzilnheim | Kloster St. Blasien, Neugart, Urk. Nr. 213                                                                                               |
| 855 (849) | Luzheim                                                             | Lausheim                                                 | In pago Alpagouwe in villa nuncupata Luzheim. | Kloster St. Gallen Urk. 442 |
| 855       | Mettingen                                                           | Mettingen                                                | Priester Meginrad, oder Meinrad übergibt sein väterliches Erbgut zu Mettingen im Albgau dem Kloster Rheinau. | Moritz Hohenbaum van der Meer: Tausendjähriges Schicksal des freyen Gotteshauses Rheinau, S. 22                                          |
| 856       | Alpfen                                                              | Alpfen                                                   | Vergabung eines Landfrid an das Kloster Rheinau | Moritz Hohenbaum van der Meer: Tausendjähriges Schicksal des freyen Gotteshauses Rheinau, S. 25                                          |
| 857       | Waldkirch                                                           | Waldkirch                                                | Vergabung des Besitzes in Waldkirch mit Grund und Boden und Leibeigenen eines Priesters namens Schwab an das Kloster Rheinau | Moritz Hohenbaum van der Meer: Tausendjähriges Schicksal des freyen Gotteshauses Rheinau, S. 25                                          |
| 858 (856) | Alba                                                                | Klosterzelle an der Alb, heute St. Blasien               | Cellam quae dicitur Alba, quae sita est in pago Alpigowe - Siegmar ein edler Herr im Albgau übergibt die Klosterzelle an der Alb dem Kloster Rheinau zum Dienst der heiligen Maria und für seinen Sohn Liutherr, der wie er ein Mitglied des Klosters Rheinau war. Dies erfolgte unter der Zustimmung des Wolfen. | Neugart, Kloster St. Blasien, Urk. 382 - Moritz Hohenbaum van der Meer: Tausendjähriges Schicksal des freyen Gotteshauses Rheinau, S. 23 |
| 858       | Tuoingen                                                            | Tiengen                                                  | Actum apud Tuoingen coram populo Alpegouense | Kloster Rheinau |
| 861       | Alaffin                                                             | Alpfen                                                   | In Alpegowe in villa Alaffin | Neugart, Kloster St. Blasien Urk. 402 |
| 862       | Oberalpfen und Unteralpfen                                          | Oberalpfen                                               | Nangar und Adalnui übergeben dem Gotteshaus des Wolfens Kloster Rheinau einen beträchtlichen Teil ihrer Güter, welche im Albgau zwischen Ober- und Unteralpfen liegen dem Kloster Rheinau. | Moritz Hohenbaum van der Meer: Tausendjähriges Schicksal des freyen Gotteshauses Rheinau, S. 28                                          |
| 863 (860) | Weizen                                                              | Weizen                                                   | Reginbold überträgt in öffentlicher Gerichtsverhandlung zu Ewattingen seinen Besitz in Weizen an St. Gallen. | Wartmann, U.-B. 2,108. Fürstenb. U.-B. V No. 15, 2. Von Neugart, Cod. dipl. Alem. 1, 291 zum Jahr 854 gestellt.                          |
| 866       | Alba, Alapfa, Waldchilcha                                           | Alpfen, Waldkirch, St. Blasien                           | In Alpegouue cella quae dicitur Alba, Alapfa, Waldchilcha | Neugart, Kloster St. Blasien, Urk. 437                                                                                                   |
| 873       | Gurtwila                                                            | Gurtweil                                                 | In pago Alpigove in villa Gurtwila | Neugart, Kloster St. Blasien, Urk. 474                                                                                                   |
| 874 (876) | Pirithorf, Pirihchinga, Chuchilipach, Puah, Eziliwilare, Haidwilare | Birndorf, Birkingen, Kuchelbach, Buch, Etzwihl, Hechwihl | In Pirithorf in pago Alpicauge - ab istis villis id est ab ipsa Pirithorf et Pirichinga hut et Chuchilipach nec non et Puah, Eziliwilare et Haidwilare | Kloster St. Gallen, Urk. 585 |
| 885       | Chuchelebacharo, Alofun, Piridorf, Churtwila, Curtwila              | Kuchelbach, Alpfen, Birndorf, Gurtweil                   | In pago Alpegoue et in Chuchelebacharo marcho - quod in Alofun est - in Chchilebach - in Piridorf - in Churtwila et Araberge. Actum in Curtwila | Kloster St. Gallen, Urk. 643 |
| 889       | Pelahahusun, Egipeitingun                                           | Balzhausen, Ewattingen                                   | Pelahahusun et Egipeitingun in Alpagowe rex Arnulfus Eginone vasallo in proprium dedit | Neugart, Episcopatus Constantiensis Alemannicus                                                                                          |
| 890       | Egipetingum                                                         | Ewattingen (bei Bonndorf)                                | In Alpagouve - Egipetingum | Kloster St. Gallen, Urk. 674 |
| 890       | Gurtweil, Buch, Aisperg                                             | Gurtweil, Buch, Aisperg                                  | 890 März 21: Sigimunt überträgt in öffentlicher Verhandlung zu Gurtweil seinen Besitz zu Buch und Aisperg an St. Gallen und empfängt dagegen Klosterbesitz in Birndorf zu Lehen. | Wartmann, U.-B. No. 676. – Buch, Aisperg, Birndorf im Bez.-A. Waldshut                                                                   |
| 894       | Curtwila, Tuotelingun, Ballenholz, Tiufherreshusun                  | Gurtweil, Dietlingen, Bannholz, Tiefenhäusern            | Proprietatem in Alpigauge in loco qui dictur Curtwila, in Tuotelingun, in Ballenholz, in Teufherreshusun | Kloster St. Gallen, Urk. 691 |
| 912       | Sveininga                                                           | Schwaningen                                              | In Alpegeuve locum Sveininga | Kloster St. Gallen, Urk. 767 |
| 917 (929) | Wilheim, Aloupha, Eperolfuigga                                      | Weilheim, Alpfen, Eberfingen                             | Wilheim situm in Alpegeuve - in Aloupha. Actum in Alpegevve in Villa Eperolfuigga | Neugart, St. Blasien, Urk. 719 |
| 948       | Sueninga                                                            | Schwaningen                                              | Curtem Sueninga in pago Alpegouue | Wirt. 181 |
| 995       | Lutwanga                                                            | verm. Luttingen                                          | advocati sui Eberhardi proprietatem monasterii sui in villa Lutwanga in pago Albegou et in Rapirgahusa in pago Creggou a) ipsi tradat. | Fürstenbergisches Urkundenbuch, Urk.56                                                                                                   |
| 1047      | Waldkirch                                                           | Waldkirch                                                | Graf Berthold. 1047 April 27: Kaiser Heinrich III. schenkt seinem Getreuen Megingod einen Königsmansus in der Villa Waldkirch, im Albgau und in der Grafschaft Bertholds gelegen. | ZGORh. Bd. 7, NF aus Herrgott, Geneal. Habsb. II, No. 178                                                                                |
| 1049      | Alba, Aloffa, Waldkircha                                            | Alpfen, St. Blasien, Waldkirch                           | Urkunde Kaiser Heinrich III. und Graf Berthold I., ausgestellt im Kloster Rheinau | Schöpflin: Historia Zaringo Badensis, Bd. 1, S. 36                                                                                       |
| 1071      | Ekkingon                                                            | Obereggingen                                             | In villa Ekkingon in pago Alpegouue et in comitatu Gerhardi comis | Bad. 21 |
| 1106      | Amelgerisfelth                                                      | Amertsfeld bei Grafenhausen                              | In pago Alpegouve in comitatu Ottonis in loco Amelgerisfelth | Quellen z. Schweiz. Gesch. III, 1 No. 44; Schaffh. 44                                                                                    |
| 1112      | Wilare                                                              | Weiler bei Bonndorf                                      | Quicquid proprietatis habere videor in loco Wilare. Ipsum vero predium in pago Albigouwe in comitatu Bertoldi situm est. | Fürstenbergisches Urkundenbuch, Urk.82                                                                                                   |
| um 1123   | Burzilun                                                            | Bürglen                                                  | | Zapf, Monum. anec I, 466 |
| um 1125   | Schluchsee                                                          | Schluchsee                                               | Graf Otto und sein Sohn Friedrich schenken zusammen mit Herzog Rudolf von Rheinfelden, Graf Ekbert von Sachsen u. a. das Gut Schluchsee an St. Blasien. | Bestätigung durch Kaiser Heinrich V. im Jahre 1125. Dümge, Reg. Bad. No. 78                                                              |
| 1150      | Stouphen                                                            | Hochstaufen, südlich von Schluchsee, Lenzburg (AG)       | de monte quodam Stouphen - comes illius provinie Rudolfus de Lenzeburch | Schaffh. 71 |

## Grafen im Albgau
- Ulrich/Udalrich (Adalrich, Odalrich), Begründer der Udalrichinger, 780–804 - Dieser Graf war auch Graf des Breisgau, des Hegau, des Linzgau, des Thurgau sowie des unteren Elsass.[23] Er ist auch als Graf im Argengau genannt. Er war durch Heirat seiner Schwester Hildegard Schwager Karls des Großen. Sein Bruder Gerold der Jüngere hatte ein sehr enges Verhältnis zum König.[24] In einer elsässischen Urkunde von 804 werden vier Söhne Graf Ulrichs namhaft gemacht, Bebo, Gerold, Ulrich und Robert, von denen Ulrich und Robert auch in einer St. Galler Urkunde aufgeführt werden.[25]
- verm. Ulrich / Odalrich (Sohn des erst genannten) Er wird sowohl als Graf im Breisgau als auch in Linzgau und Argengau erwähnt. An Urkunden die ihn auch als Grafen im Albgau titulieren fehlt es jedoch.[23]
- Erchanger (Erchanmar[26]), 816, 821 (ebenfalls Graf im Breisgau - 817, 819, 820, 828 und Graf in der Ortenau - 826 und im Elsass 819)[27]
- Konrad I., 839 Graf im Albgau, 844 Graf im Linzgau, 849 Graf von Paris (Welfen)
- Gozbert 844–853[28]
- Welf II., 842/850 Graf im Linzgau, 852–858 Graf im Albgau, vermutlich Sohn Konrads I. oder Neffe[29]
- Albarich, 855[30]
- Adalbert der Erlauchte aus dem Geschlecht der Burchardinger, um 854 bis um 894 Graf im Albgau und Thurgau, erwähnt 860[30],863 873, 875.[10] Im Jahre 894 verzeichnet der St. Galler Mönch einen Grafen Hadalbertus iunior, während vor und nachher einfach vom Grafen Adalbert die Rede ist.[31]
- Karl der Dicke, 874[10][32]
- Engilger, 876[33]
- Reccho, 885[33]
- Adelbert (Adalberti in villa Kachanang), 889, war Graf im Thurgau, Albgau und in der Bertholdsbar[34]
- Chadaloh II., 891–894 auch bezeugt als Graf im Augstgau, 891 als Graf im Aargau 890 Graf im Albgau[35]
- Liutho, 940 Graf im Albgau, aus dem Geschlecht der Nellenburger[36] 929 Graf im Zürichgau. Gem. Wartman der eine Urkunde Neugarts von 917 auf das Jahr 929 zuschreibt ist Leutoh auch 929 Graf[37] im Albgau. Ähnlich sieht es auch Friedrich der neben dem Jahr 929 erwähnt, dass Liutho "von einigen als Neffen Kaiser Heinrichs I. gehalten wird".[28]
- Chuno von Rheinfelden? Merz hält es für möglich, dass Chuno, der Vater des späteren Gegenkönig Rudolfs von Rheinfelden, Graf im Albgau war, wo diese Familie nachweislich Eigengut besaß.[38]
- Radebot, 1023 (von Altenburg)[39], Sohn des Klettgaugrafen Lanzelin der Nachgewiesen als Graf im Klettgau auftritt[40] somit evtl. auch Albgau. ⚭ Ita, der Schwester des vermeintlichen Albgaugrafen Chuno von Rheinfelden.[38]
- Gerhard (Gero od. Gebhard), 1071, Graf von Pfullendorf, Graf vom Klettgau (1067), Sohn von Graf Ulrich VIII von Bregenz, evtl. identisch mit dem Zähringischen Bischof Gerhard von Konstanz[41] Wanner spricht sich jedoch dagegen aus.[42] So auch Karl Zell, der Gerhard den Grafen von Stühlingen zuordnet.[43]
- Otto, 1106[44] von Diessen?[45]
- Berthold von Gmünd, 1112[44] von Diessen? - Tumbült geht eher davon aus, dass es sich hierbei nicht um den Ehemann der Agnes von Rheinfelden, Berthold II. von Zähringen handelt, sondern um deren Bruder Berthold von Rheinfelden.[45] Da jedoch Berthold II. von Zähringen bereits im April 1111 und Berthold von Rheinfelden bereits 1090 starb, handelt es sich wohl hierbei um den Sohn Berthold II. und der Agnes von Rheinfelden, Berthold III. In einer Urkunde vom 4. September 1111 worin Kaiser Heinrich V. dem Kloster Allerheiligen in Schaffhausen dessen Besitz bestätigt, bestätigt er diesem unter anderem die von "Bertholfi de Gimundi" gemachte Schenkung. Darin wird als dessen Ehefrau eine "Junzile Amilgerisfelt" genannt.[46]
- Rudolf von Lenzburg, 1150[47] Landgraf von Stühlingen
- (Eberhard von Lupfen, 1296) - Betitelt mit "Landgraf vom Albegau"[28]